# Marli Pires Morim
Marli Pires Morim de Lima (1952) es una bióloga, taxónoma, botánica, geobotánica, curadora, y profesora brasileña.

## Biografía
En 1974, obtuvo la licenciatura en ciencias biológicas por la Facultad de Humanidades del Colegio Pedro II Archivado el 22 de octubre de 2018 en Wayback Machine.; un máster en botánica supervisada por la Dra. Graziela Maciel Barroso (1912-2003), defendiendo la tesis " A morfologia dos frutos e sementes dos gêneros da tribo Mimoseae (Leguminosae-Mimosoideae) aplicada à Sistemática", por el Museo Nacional de Ciencias Biológicas Botánica, Universidad Federal de Río de Janeiro (1982) y el doctorado en biología vegetal, por la misma casa de altos estudios (2002).
Es investigadora titular del Instituto de Investigación del Jardín Botánico de Río de Janeiro, con experiencia profesional en la investigación y la docencia en las áreas de botánica: morfología y sistemática de dicotiledóneas, y profesora del Programa de Biodiversidad de la Maestría Profesional en Unidades de Conservación, de la Escuela Nacional de Botánica Tropical / JBRJ. Se destaca como principales líneas de pequisa: taxonomía y morfología de Leguminosae, colecciones científicas y florística de la Mata Atlántica. En el Instituto de Investigación del Jardín Botánico ejerció los siguientes puestos de gestión científica: Directora de Investigación (agosto de 2009 hasta enero de 2010; 6 1998 hasta enero de 2003); directora sustituta de la Escuela Nacional de Botánica Tropical (octubre de 2004 agosto de 2007), el reemplazo del Coordinador del Programa de Posgrado en botánica (noviembre de 2008-agosto de 2010) y directora sustituta de Investigación Científica (diciembre de 2010 a julio de 2012).
Es autora en la identificación y nombramiento de nuevas especies para la ciencia, a abril de 2015, de 24 nuevas especies, especialmente de la familia Fabaceae, y en especial del género Pseudopiptadenia (véase más abajo el vínculo a IPNI).

## Algunas publicaciones
- CÓRDULA, E.; LIMA, M. P. M.; ALVES, M. 2014. Morfología de frutos e sementes de Fabaceae ocorrentes em uma área prioritária para a conservação da Caatinga em Pernambuco, Brasil. Rodriguésia (online) 65: 505-516

- BARROS, MICHEL J. F.; MORIM, Marli Pires. 2014. Senegalia (Leguminosae, Mimosoideae) from the Atlantic Domain, Brazil. Systematic Botany 39: 452-477

- JORDÃO, LUCAS SÁ BARRETO; MORIM, Marli Pires; BAUMGRATZ, JOSÉ FERNANDO ANDRADE. 2014. A new species of Mimosa (Leguminosae) from Brazil. Phytotaxa: a rapid international journal for accelerating the publication of botanical taxonomy 184: 131-138

- SEIGLER, DAVID; MORIM, Marli Pires; BARROS, MICHEL J. F.; EBINGER, JOHN E. 2013. A new species of Senegalia (Fabaceae) from Brazil. Phytotaxa 132: 59-63

- IGANCI, JOÃO R. V.; MORIM, MARLI P. 2012. Abarema (Fabaceae, Mimosoideae) in the Atlantic Domain, Brazil. Botanical Journal of the Linnean Society (impreso) 168: 473-486

- FORZZA, Rafaela C. Baumgratz, BICUDO, José Fernando A.; CANHOS, Carlos Eduardo M.; CARVALHO, Dora A. L.; COELHO, Anibal A.; NADRUZ COSTA, Marcus A.; COSTA, Andrea F.; HOPKINS, Denise P.; LEITMAN, Michael G.; LOHMAN, Paula M.; LUGHADHA, Lucia G.; MAIA, Eimear N.; MARTINELLI, Leonor Costa; MENEZES, Gustavo; MORIM, Mariângela, et al. 2012. New Brazilian Floristic List Highlights Conservation Challenges. Bioscience (Washington, impresa) 62: 39-45

- IGANCI, J. R. V.; LIMA, M. P. M. 2012. Coleções botânicas para conservação:um estudo de caso em Abarema Pittier (Leguminosae, Mimosoideae). Revista Brasileira de Biociências (en línea) 10: 164-170

- IGANCI, J. R. V.; LIMA, M. P. M. 2009. Three new species of Abarema (Leguminosae Mimosoideae) from south-eastern Brazil. Kew Bulletin 64: 271-277

- IGANCI, J. R. V.; LIMA, M. P. M. 2009. ABAREMA (LEGUMINOSAE, MIMOSIDEAE) NO ESTADO DO RIO DE JANEIRO. Rodriguesia 60: 581-594

- SOUZA, M. DA C.; LIMA, M. P. M. 2008. A new species of Eugenia (Myrtaceae) from south-eastern Brazil. Botanical Journal of the Linnean Society 158: 306-308

- SOUZA, M. DA C.; LIMA, M. P. M. 2008. Subtribos Eugeniinae O.Berg e Myrtinae O.Berg (Myrtaceae) na Restinga da Marambaia, RJ, Brasil. Acta Botanica Brasilica 22: 652-683

- SOUZA, M. DA C.; LIMA, M. P. M.; Conde, M.M.S; Menezes, L.F.T. 2007. Subtribo Myrciinae O.Berg (Myrtaceae) na Restinga da Marambaia, RJ, Brasil. Acta Botanica Brasilica 21, p. 49-63

- LIMA, M. P. M.; BARROSO, G. M. 2007. Leguminosae arbustivas e arbóreas da floresta atlântica do Parque Nacional do Itatiaia, sudeste do Brasil: subfamílais Caesalpinioideae e Mimosoideae. Rodriguesia 58: 423-468

- LIMA, M. P. M. 2006. Leguminosae arbustivas e arbóreas da floresta atlântica do Parque Nacional do Itatiaia, sudeste do Brasil: padrões de distribuição. Rodriguesia, Río de Janeiro, Brasil 57 (1): 27-45

- GUEDESBRUNI, R. R.; SILVA NETO, S. J.; LIMA, M. P. M.; MANTOVANI, W. 2006. Composição florística e estrutura de trecho de Floresta Ombrófila Densa Atlântica Aluvial na Reserva Biológica de Poço das Antas, Silva Jardim, Brasil. Rodriguesia 57: 413-428

- GUEDESBRUNI, R. R.; SILVA NETO, S. J.; LIMA, M. P. M.; MANTOVANI, W. 2006. Composição florística e estrutura de trecho de Floresta Ombrófila Densa Atlântica sobre morrote mamelonar na Reserva Biológica de Poço das Antas, Silva Jardim, Brasil. Rodriguesia 57: 429-442

- PEIXOTO, A. L.; LIMA, M. P. M. 2003. Coleções botânicas: documentação da biodiversidade brasileira. Ciência e Cultura (SBPC), São Paulo, 1-64

- LIMA, M. P. M. 1997. Listagem das espécies ocorrentes na APA-CAIRUÇU:Leguminosae: Leg. Mimosoideae. Série Estudos e Contribuições, Jardim Botânico Río de Janeiro 13: 66

- VAZ, A. M. S.; LIMA, M. P. M.; MARQUETE, R. 1992. Técnicas e manejo de coleções botânicas. Manuais técnicos em Geociências, IBGE, Río de Janeiro 1: 55-75

- LEWIS, G. P.; LIMA, M. P. M. 1990. Pseudopiptadenia no Brasil (Leguminosae Mimosoideae). Arquivos do Jardim Botânico do Rio de Janeiro, Jardim Botânico Río de Janeiro XXX: 43-67

- LIMA, M. P. M.; H.FORTUNATO, R.; LEWIS, G. P. 1990. Studies in Leguminosae in Latin America: The currente situation. Bulletin of the international group for the study of Mimosoideae, Toulouse 18: 12-18

- LIMA, M. P. M. 1985. Morfologia dos frutos e sementes dos gêneros da tribo Mimoseae (Leguminosae-Mimosoideae) aplicada à Sistemática. Rodriguesia, Jardim Boitânico Rio de Janeiro 37 (62): 53-78

### Libros
- FORZZA, R. C.; LEITMAN, P.M.; COSTA, A.; CARVALHO Jr., A.A.C.; PEIXOTO, A. L.; WALTE, B. M. T.; BICUDO, C.E.M; ZAPPI, D.; COSTA, D. P.; LHERAS, E.; MARTINELLI, G.; LIMA, H. C.; PRADO, J.; STEHMANN, J.R.; BAUMGRATZ, J. F. A.; PIRANI, J. R.; SYLVESTRE, L. S.; MAIA, L.C.; LOHMANN, L.G.; QUEIROZ, L.P.; SIVEIRA, M.; COELHO, M.N.; MAMEDE, M.C.; LIMA, M. P. M., et al. (orgs.) 2010. Catálogo de plantas e fungos do Brasil. Río de Janeiro: Andrea Jakobsson Estúdio/ Jardim Botânico do Rio de Janeiro, v. 2. 1699 pp.

- BARROSO, G. M.; LIMA, M. P. M.; PEIXOTO, A. L.; ICHASO, C. L. F. 1999. Frutos e Sementes: Morfologia aplicada à Sistemática de Dicotiledôneas. Viçosa: Universidade Federal de Viçosa, 443 pp.

- LIMA, M. P. M.; GUEDES-BRUNI, R. R. G. (orgs.) 1996. Reserva Ecológica de Macaé de Cima, Nova Friburgo, RJ: Aspectos florísticos das espécies vasculares. Río de Janeiro: Jardim Botânico do Rio de Janeiro, 465 pp.

- LIMA, M. P. M.; GUEDES-BRUNI, R. R. G. (orgs.) 1994. Reserva Ecológica de Macaé de Cima, Nova Friburgo, RJ: Aspectos florísticos das espécies vasculares. Río de Janeiro: Jardim Botânico do Rio de Janeiro, 404 pp. ISBN 8572240071, ISBN 9788572240079

- SIQUEIRA, J. C.; LIMA, M. P. M.; ANDREATA, R. H. P.; QUINTELLA, M. S. E. S.; MACHADO, J. M. F. 1992. A Flora do Campus PUC-Rio. Río de Janeiro: Expressão e Cultura, 65 pp.

- LIMA, M. P. M. 1982. A morfologia dos frutos e sementes dos gêneros da tribo Mimoseae (Leguminosae-mimosoideae): aplicada à sistemcática. Ed. Universidade Federal do Rio de Janeiro, 130 pp.

### Capítulos de libros
- LIMA, M. P. M.; BARROS, M. J.; Souza, E. R.; GARCIA, F.C.P; SILVA, M. C. R.; IGANCI, J. R. V.; KOEHNEN, E.; RIBAS, O. S.; FERNANDES, J. M. 2014. Fabaceae. Mimosoideae. In: Miriam Kaehler; Renato Goldenberg; Paulo Henrique Labiak; Osmar dos Santos Ribas; Ana Odete Santos Vieira; Gerdt Guenther Hatschbach (orgs.) Plantas vasculares do Paraná. Curitiba: Universidade Federal do Paraná, p. 119-121

- LIMA, H. C. Souza, E. R. TOZZI, A. M. G. A. PEREZ, A. P. F. FLORES, A. S. SARTORI, A.L.B. VAZ, A.M.S.F. FILARDI, F. R., M. FERNANDES, F. García, F. C. P. IGANCI, J. R. V. FERNANDES, J. M. MONTENEGRO, J. F. LIMA, L. C. P. COSTA, L. C. P. MORIM, Marli Pires QUEIROZ, et al. 2013. Fabaceae. In: Livro Vermelho da Flora do Brasil: Martinelli, G.; Moraes, A. M. (orgs.) Río de Janeiro: Andrea Jakobson, v. 1, p. 8-1100

- FORZZA, R. C. BAUMGRATZ, J. F. A. BICUDO, C.E.M Canhos, D.A.L Carvalho, Jr. A. A. Costa, A. Costa, D. P. Hopkins, M. Leitman, P.M Lohmann, L.G. Nic Lughadha, E. Maia, L.C. Martinelli, G. Menezes, L.F.T. MORIM, M. P. ou LIMA, M. P. M. Coelho, M.N. PEIXOTO, A. L. Pirani, J. R. Prado, J. Queiroz, L. P. Souza, S. Souza, V. C. Stehmann, J.R. SYLVESTRE, L. S. Walter, B. M. T., et al.; Sintese da diversidade brasileira. In: Forzza, R. C. et al.. (Org.). Catálogo de Plantas e Fungos do Brasil. 1ed.Río de Janeiro: Andrea Jakobsson Estúdio/ Jardim Botânico do Rio de Janeiro., 2010, v. 1, p. 21-42.

- FORZZA, R. C.; BAUMGRATZ, J. F. A.; COSTA, A.; HOPKINS, M.; LEITMAN, P.M; LOHMANN, L.G.; MARTINELLI, G.; LIMA, M. P. M.; COELHO, M.N.; PEIXOTO, A. L.; et al. 2010. As Angiospermas do Brasil. In: Forzza, R. C. et al (orgs.) Catálogo das Plantas e fungos do Brasil. Río de Janeiro: Andrea Jakobsson Estúdio/ Jardim Botânico do Rio de Janeiro, v. 1, p. 78-89

- LIMA, H. C. Queiroz, L.P.; LIMA, M. P. M.; Souza C. V.; Dutra, V. F.; BORTOLUZZSI, R. L.C. IGANCI, J. R. V., V. F. MIOTTO, A. S. TORKE, B. M. PINTO, R. B. LEWIS, G. P., et al. 2010. Fabaceae. In: Forzza, R. et al (orgs.) Catálogo de plantas e fungos do Brasil. Río de Janeiro: Andrea Jakobsson Estúdio/ Jardim Botânico do Rio de Janeiro, v. 2, p. 989-1102

- LIMA, H. C.; TOZZI, A. M. G. A.; FORTUNA-PEREZ, A. P.; VAZ, A.M.S.F.; CARDOSO, D. B. O. S.; GARCIA, F. C. P.; LEWIS, G. P.; IGANCI, J. R. V.; MEIRELES, J. E.; VALLS, J. F. M.; LIMA, L. C. P.; QUEIROZ, L. P.; SILVA, M. J.; LIMA, M. P. M.; BARROS, M. J.; FORTUNATO, R. H. Eet al. 2009. Fabaceae (Leguminosae). In: Stehmann, J. R.; Forzza, R. C.; Salino, A.; Sobral, M.; Costa, D. P.; Kamino, L. H. Y. (orgs.) Plantas da Floresta Atlântica. Río de Janeiro: Jardim Botânico do Rio de Janeiro, p. 3-505

- BEDIAGA, B.; LIMA, H. C.; LIMA, M. P. M.; BARROS, C. F. 2008. Da aclimatação à conservação: as atividades científicas durante dois séculos. In: Instituto de Pesquisas Jardim Botânico do Rio de Janeiro (org.) Jardim Botânico do Rio de Janeiro: 1808-2008. Río de Janeiro, p. 33-43.

- PEIXOTO, A. L.; LIMA, M. P. M. 2008. O Jardim Botânico construindo pontes de saberes. In: Sergio Tadeu de Niemeyer Lamarão et al (orgs.) Jardim Botânico do Rio de Janeiro 1808-2008. Artepadilla, v. 1, p. 1-332

- PEIXOTO, A. L.; LIMA, M. P. M. 2004. Os herbários dos Jardins Botânicos Brasileiros. In: Maria Lucia M.Nova da Costa. (org.) Diversidade Biológica nos Jardins Botânicos Brasileiros. Brasilia: IBAMA, p. 87-90

- GUEDESBRUNI, R. R.; LIMA, M. P. M.; LIMA, H. C.; SYLVESTRE, L. S. 2002. Inventário florístico. In: Lana da Silva Sylvestre; Maria Mercedes Teixeira da Rosa (orgs.) Manual metodológico para estudos botânicos na Mata Atlântica. Seropédica: EDUR, p. 7-121

En Ferreira da Silva, N.M.; Carvalho, L. d'Ávila F.; Baumgratz, J.F.A. (orgs.) O Herbário do Jardim Botânico do Rio de Janeiro: um expoente na história da flora brasileira. Río de JaneiroInstituto de Pesquisas Jardim Botânico do Rio de Janeiro, 2001
- BARROSO, G. M.; LIMA, M. P. M.; MARQUES, M. C. M. O cotidiano do Botânico no Herbário: revivendo a história., p. 97-103
- MARQUETE, R.; LIMA, M. P. M. A carpoteca: uma notável coleção de frutos, p. 72-79

### En Congresos
En Anais 58.° Congresso Nacional de Botânica, São Paulo, 2007.
- CÓRDULA, E.; LIMA, M. P. M.; ALVES, M. 2007. MORFOLOGIA DOS FRUTOS E SEMENTES DE LEGUMINOSAS DE UMA ÁREA PRIORITÁRIA PARA A CONSERVAÇÃO DA CAATINGA EM PERNAMBUCO
- IGANCI, J. R. V.; LIMA, M. P. M. NOVAS ESPÉCIES DE ABAREMA PITTIER (LEGUMINOSAE, MIMOSOIDEAE) PARA O SUDESTE DO BRASIL

En Resúmenes IX Congreso Latinoamericano de Botanica, Santo Domingo, Jardín Botánico Nacional, 2006
- SOUZA, M. DA C.; LIMA, M. P. M. Novidades taxonômicas em Eugenia L. (Myrtaceae), p. 1-740
- LIMA, M. P. M.; IGANCI, J. R. V.; BARROS, M. J.; JORDAO, L. S. B. Diversidade taxonômica de Leguminosae Mimosoideae na flora do Estado do Rio de Janeiro, Brasil, p. 1-740

En Resumos 57.° Congresso Nacional de Botânica, Gramado, 2006
- IGANCI, J. R. V.; LIMA, M. P. M. Abarema Pittier (Leguminosae Mimosoideae) no Estado do Rio de Janeiro
- NUNES, N.L.A.; LIMA, M. P. M. Leguminosae Mimosoideae: espécies de interesse conservacionista na flora do Estado do Rio de Janeiro

- BARROS, M. J.; LIMA, M. P. M. 2006. Acacia Mill. (Leguminosae, Mimosoideae): ocorrência no Estado do Rio de Janeiro e contribuição ao conhecimento taxonômico. In: XXV Jornada Fluminense de Botânica, Río de Janeiro. Sociedade Botãnica do Brasil- seccional RJ

- SOUZA, M. DA C.; LIMA, M. P. M. 2005. Myrtaceae da Restinga da Marambaia, RJ, Brasil. In: 56.° Congresso Nacional de Botânica, Curitiba: Sociedade Botânica do Brasil

- SOUZA, M. DA C.; LIMA, M. P. M. 2004. Eugenia L. (Myrtaceae) da Restinga da Marambaia RJ, Brasil. In: 55.° Congresso nacional de Botânica, Viçosa

- LIMA, M. P. M. 2003. As espécies de Leguminosae arbustivas e arbóreas do Parque Nacional do Itatiaia: abordagem florístico-taxonômica. In: Resumos 54.° Congresso Nacional de Botânica, Belém: Sociedade Botânica do Brasil; Universidade Federal Rural da Amazônia; Museu Paraense Emilio Goeldi

## Honores[4]

### Membresías
- Sociedad Botánica de Brasil[5]

### Premios
- 2008: placa conmemorativa de los 200 Años del Jardim Botânico do Rio de Janeiro, Instituto de Pesquisas Jardim Botânico do Rio de Janeiro
- 2007: certificado Alexandre Curt Brade, Parque Nacional do Itatiaia
- 2007: placa de homenaje de la Seccional Río de Janeiro - Sociedade Botânica do Brasil, Seccional Río de Janeiro - Sociedade Botânica do Brasil
- 2006: placa conmemorativa del quincuagésimo aniversario de la Escuela Nacional de Botânica Tropical/JBRJ, Escola Nacional de Botânica Tropical/JBRJ
- 1988: medalla conmemorativa de 180 años del Jardim Botânico do Rio de Janeiro, Instituto de Pesquisas Jardim Botânico do Rio de Janeiro

- Portal:Biografías. Contenido relacionado con Botánica.
- Portal:Biología. Contenido relacionado con Taxonomía.